# Список Народных героев Югославии/Т
В настоящем списке в алфавитном порядке представлены все Народные герои Югославии, чьи фамилии начинаются с буквы «Т» (всего 40 человек). В списке указаны даты присвоения звания и даты жизни Героев.
- Серым цветом в таблице выделены Герои, награждённые орденом Народного героя посмертно.

## Список Народных героев Югославии, фамилии которых начинаются с «Т»
| № п/п | Фото | Фамилия, Имя          | Дата присвоения звания | Годы жизни                       |
| ----- | ---- | --------------------- | ---------------------- | -------------------------------- |
| 1116  |      | Тавчар, Франц         | 27 ноября 1953         | 6 марта 1920 — 21 января 2002    |
| 1117  |      | Талеский, Борко       | 5 июля 1951            | 19 августа 1921 — 2 марта 1942   |
| 1118  |      | Тарабич, Йоцо         | 27 ноября 1953         | 19 января 1916—1995              |
| 1119  |      | Темелковски, Борко    | 9 октября 1953         | 20 декабря 1919 — 21 ноября 2001 |
| 1120  |      | Тепавчевич, Пеко      | 27 ноября 1953         | 1912—1943                        |
| 1121  |      | Тепич, Милан          | 19 ноября 1991         | 1957 — 29 сентября 1991          |
| 1122  |      | Тешич, Милан          | 27 ноября 1953         | 1893—1944                        |
| 1123  |      | Тица, Милош           | 24 июля 1953           | 1907—1942                        |
| 1124  |      | Тодорович, Велько     | 20 декабря 1951        | 1914—1944                        |
| 1125  |      | Тодорович, Войо       | 20 декабря 1951        | 12 марта 1914 — 5 октября 1990   |
| 1126  |      | Тодорович, Воин       | 27 ноября 1953         | 1912—1961                        |
| 1127  |      | Тодорович, Димитрие   | 5 июля 1952            | 1917—1942                        |
| 1128  |      | Тодорович, Миялко     | 5 июля 1952            | 25 сентября 1913 — 3 марта 1999  |
| 1129  |      | Тодоровский, Блажо    | 11 октября 1951        | 13 апреля 1902 — 16 июня 1943    |
| 1130  |      | Тодоровский, Вангел   | 2 августа 1952         | 1920 — апрель 1942               |
| 1131  |      | Тодоровский, Християн | 29 июля 1945           | 3 сентября 1921 — 7 февраля 1944 |
| 1132  |      | Томазини, Силвира     | 27 ноября 1953         | 2 декабря 1913 — 13 августа 1942 |
| 1133  |      | Томажич, Йосип        | 15 декабря 1949        | 1915—1941                        |
| 1134  |      | Томанович, Владо      | 26 июля 1945           | 15 января 1907 — 2 июня 1943     |
| 1135  |      | Томашевич, Душан      | 20 декабря 1951        | 28 января 1920 — 22 августа 1944 |
| 1136  |      | Томич, Божо           | 20 декабря 1951        | 1917—1944                        |
| 1137  |      | Томич, Милан          | 20 декабря 1951        | 3 февраля 1921 — конец 1944      |
| 1138  |      | Томич, Мирко          | 6 июля 1945            | 19 апреля 1904 — 17 января 1942  |
| 1139  |      | Томич, Яндрия         | 27 ноября 1953         | 1888—1944                        |
| 1140  |      | Томович, Будо         | 11 июля 1945           | 21 сентября 1914 — 20 марта 1942 |
| 1141  |      | Томшич, Антон         | 25 октября 1943        | 9 июня 1910 — 21 мая 1942        |
| 1142  |      | Томшичева, Вида       | 27 ноября 1953         | 26 июня 1913 — 10 декабря 1998   |
| 1143  |      | Торович, Вуко         | 20 декабря 1951        | 1926—1943                        |
| 1144  |      | 'Трбович, Джуро       | 20 декабря 1951        | 1913—1944                        |
| 1145  |      | Трбович, Райко        | 20 декабря 1951        | 1921—1942                        |
| 1146  |      | Трбонья, Мехмед       | 24 июля 1953           | 1915—2002                        |
| 1147  |      | Трифунович, Митар     | 27 ноября 1953         | 1880 — ноябрь 1941               |
| 1148  |      | Трифунович, Радмила   | 27 ноября 1953         | 15 сентября 1919 — май 1943      |
| 1149  |      | Трнич, Радован        | 27 ноября 1953         | 1912—1941                        |
| 1150  |      | Трохар, Иванка        | 24 июля 1953           | 17 января 1923 — 31 октября 1944 |
| 1151  |      | Тртник, Тоне          | 27 ноября 1953         | 1908—1942                        |
| 1152  |      | Труто, Любо           | 27 ноября 1953         | 20 декабря 1915 — 2 июня 1991    |
| 1153  |      | Тубич, Бранко         | 27 ноября 1953         | 1912—1942                        |
| 1154  |      | Тубич, Миле           | 27 ноября 1953         | октябрь 1919 — 3 ноября 1942     |
| 1155  |      | Туршич, Иван          | 20 декабря 1951        | 28 сентября 1922 — 30 июля 1944  |